# Daniel de Oliveira Barros D'Almeida
Daniel de Oliveira Barros D'Almeida (Recife, 16 de abril de 1858 – Rio de Janeiro, 14 de janeiro de 1919) foi um médico brasileiro.
Médico diplomado pela Faculdade de Medicina do Rio de Janeiro em 1880.
Atuou na profissão no Rio de Janeiro e na Bahia.
Durante a Revolução Federativa do Sul do Brasil, atuou como médico, atendendo pacientes dos dois lados do front. Atuou, também, na Guerra de Canudos, o que lhe rendeu agradecimento do presidente da República.
Como anestesista, teve sua atuação reconhecida como Grande Mestre da Anestesiologia do Brasil, tendo conseguido reformular a raquianestesia, através de um debate científico.
Foi eleito membro da Academia Nacional de Medicina em 1901.
Foi colaborador da Gazeta Clínica de São Paulo e do periódico Brasil Médico.

## Trabalhos publicados
- Ação tóxica da cocaína (1879)
- Do éter como anestésico em cirurgia (1896)
- Analgesia pelas injeções subaracnoideanas lombares da cocaína - processo Tiffier (1900)
- Um acidente produzido pela tropocaína (1901)
- A escopolamina como anestésico geral (1905)
- Anestesia e analgesia na prática cirúrgica (1905).[1]